# Teorema della probabilità totale
Il teorema della probabilità totale consente di calcolare la probabilità che si verifichi almeno uno di due o più eventi, ovvero la probabilità dell'unione di essi. Il teorema ha due diverse formulazioni, a seconda che si considerino solo eventi a due a due incompatibili o eventi qualsiasi.

## Eventi incompatibili
Dato un insieme {\displaystyle A_{i}} finito o numerabile di eventi a due a due incompatibili, la probabilità dell'unione di tutti gli eventi è uguale alla somma delle probabilità degli eventi.
Questa è una prima formulazione del teorema, che si dimostra come segue.
Nel caso di due eventi {\displaystyle A} e {\displaystyle B} incompatibili, se cioè {\displaystyle A\cap B=\varnothing }, si applica il terzo assioma della probabilità:
{\displaystyle A\cap B=\varnothing \Rightarrow P(A\cup B)=P(A)+P(B)}
Si dimostra per induzione che ciò vale anche per un insieme finito di eventi {\displaystyle A_{n}} a due a due incompatibili, ovvero che:
{\displaystyle A_{i}\cap A_{j}=\varnothing ,i\neq j\Rightarrow P\left(\bigcup _{i=1}^{n}A_{i}\right)=\sum _{i=1}^{n}P(A_{i})}
Essendo la probabilità una funzione di insieme continua, essendo quindi:
{\displaystyle P\left(\lim _{n\rightarrow \infty }A_{n}\right)=\lim _{n\rightarrow \infty }P(A_{n})}
il risultato può essere esteso ad unioni numerabili di eventi:
{\displaystyle A_{i}\cap A_{j}=\varnothing ,i\neq j\Rightarrow P\left(\bigcup _{i=1}^{\infty }A_{i}\right)=\sum _{i=1}^{\infty }P(A_{i})}
Infatti:
- dalla definizione di limite per successioni di insiemi crescenti si ha:

{\displaystyle \bigcup _{i=1}^{\infty }A_{i}=\lim _{n\rightarrow \infty }\bigcup _{i=1}^{n}A_{i}};
- dalla continuità delle funzioni di probabilità segue:

{\displaystyle P\left(\bigcup _{i=1}^{\infty }A_{i}\right)=P\left(\lim _{n\rightarrow \infty }\bigcup _{i=1}^{n}A_{i}\right)=\lim _{n\rightarrow \infty }P\left(\bigcup _{i=1}^{n}A_{i}\right)=\lim _{n\rightarrow \infty }\sum _{i=1}^{n}P(A_{i})=\sum _{i=1}^{\infty }P(A_{i})}

### Esempio
Se si lancia un dado, e si indicano con {\displaystyle A_{1}\ldots A_{6}} gli eventi "ottengo {\displaystyle 1}", ..., "ottengo {\displaystyle 6}", gli eventi sono a due a due incompatibili ed hanno ciascuno probabilità pari a {\displaystyle {\frac {1}{6}}}. La probabilità dell'evento "ottengo un numero maggiore di {\displaystyle 4}" è:
{\displaystyle P(A_{5}\cup A_{6})={\frac {1}{6}}+{\frac {1}{6}}={\frac {1}{3}}}

## Eventi qualsiasi
Dato un insieme finito {\displaystyle A_{i}} di eventi, la probabilità dell'unione di tutti gli eventi è uguale a:
{\displaystyle {\begin{aligned}P(A_{1}\cup A_{2}\cup \cdots \cup A_{n})=&\sum _{i=1}^{n}P(A_{i})-\sum _{i_{1}<i_{2}}P(A_{i_{1}}\cap A_{i_{2}})+\cdots \\&+(-1)^{r+1}\sum _{i_{1}<i_{2}<\cdots <i_{r}}P(A_{i_{1}}\cap A_{i_{2}}\cap \cdots \cap A_{i_{r}})+\cdots \\&+(-1)^{n+1}P(A_{1}\cap A_{2}\cap \cdots \cap A_{n})\end{aligned}}}
dove ciascuna somma {\displaystyle \ \sum _{i_{1}<i_{2}<\cdots <i_{r}}} è calcolata per tutti gli {\displaystyle {n \choose r}} possibili sottoinsiemi di {\displaystyle r} elementi dell'insieme {\displaystyle \{1,2,\dots ,n\}}.
È questa la formulazione più generale del teorema, che vale anche per eventi non incompatibili e si dimostra come segue.
Se gli eventi considerati non sono a due a due incompatibili, si deve tenere conto delle loro intersezioni. In particolare, la probabilità di due eventi {\displaystyle A} e {\displaystyle B}, in generale, è pari alla somma delle singole probabilità {\displaystyle P(A)} e {\displaystyle P(B)} diminuita della probabilità della loro intersezione:
{\displaystyle P(A\cup B)=P(A)+P(B)-P(A\cap B)}
Infatti, scomponendo sia {\displaystyle A\cup B} che {\displaystyle B} in unioni di insiemi disgiunti ed applicando ad esse il quarto assioma, si ha:
{\displaystyle {\begin{aligned}&A\cup B=A\cup ({\overline {A}}\cap B),&P(A\cup B)=P(A)+P({\overline {A}}\cap B)\\&B=(A\cap B)\cup ({\overline {A}}\cap B),&P(B)=P(A\cap B)+P({\overline {A}}\cap B)\end{aligned}}}
Sottraendo membro a membro le due equazioni si ha:
{\displaystyle \ P(A\cup B)-P(B)=P(A)-P(A\cap B)}
da cui segue la formula data sopra.
Con più di due eventi, alla somma delle probabilità di ciascuno si deve sottrarre la somma delle loro intersezioni due a due, poi aggiungere la somma delle loro intersezioni tre a tre e così via. Nel caso di tre eventi {\displaystyle A,\,B} e {\displaystyle C}, si ha:
{\displaystyle \ P(A\cup B\cup C)=P(A)+P(B)+P(C)-P(A\cap B)-P(A\cap C)-P(B\cap C)+P(A\cap B\cap C)}
La formula per il caso di {\displaystyle n} eventi si dimostra per induzione (v. anche il principio di inclusione-esclusione).
Il teorema nella sua forma generale non può essere esteso a unioni numerabili di eventi. In tali casi risulta applicabile solo la disuguaglianza di Boole.

### Esempi
Se si lanciano due dadi e si indicano con {\displaystyle A_{1}} l'evento "il primo dado dà {\displaystyle 6}", con {\displaystyle A_{2}} l'evento "il secondo dado dà {\displaystyle 6}", l'evento "almeno un dado dà {\displaystyle 6}" è unione di due eventi non incompatibili, in quanto può verificarsi anche la loro intersezione ("entrambi i dadi danno {\displaystyle 6}"). La probabilità di ottenere almeno un {\displaystyle 6} (anche più di uno quindi) è dunque:
{\displaystyle P(A_{1}\cup A_{2})=P(A_{1})+P(A_{2})-P(A_{1}\cap A_{2})={\frac {1}{6}}+{\frac {1}{6}}-{\frac {1}{36}}={\frac {11}{36}}}
In un ristorante vi sono 3 sale ed entrano 10 persone, ciascuna delle quali sceglie a caso una sala. Qual è la probabilità che almeno una delle sale resti vuota? Le persone possono scegliere le sale in {\displaystyle 3^{10}} modi diversi (numero delle disposizioni con ripetizione di 3 elementi di classe 10); vi sono {\displaystyle 2^{10}} modi di lasciar vuota una sala (le 10 persone si dispongono solo in due sale). Indicando con {\displaystyle A_{i}} l'evento "rimane vuota la {\displaystyle i-}esima sala", le probabilità sono:
{\displaystyle P(A_{1})=P(A_{2})={\frac {2^{10}}{3^{10}}}}
La probabilità dell'evento "rimane vuota una sala" è:
{\displaystyle P(A_{1}\cup A_{2})=P(A_{1})+P(A_{2})-P(A_{1}\cap A_{2})={\frac {2^{10}+2^{10}-1}{3^{10}}}}
in quanto potrebbero restarne vuote due (un solo caso possibile: tutti nell'altra).